# Woody Harrelson
Woodrow Tracy Harrelson (Midland, Texas, 23 de julio de 1961), más conocido como Woody Harrelson, es un actor y dramaturgo estadounidense de cine, teatro y televisión conocido por su papel del camarero Woody Boyd en la sitcom Cheers de los años 1980, con la que consiguió un premio Emmy. También ha actuado en películas como Natural Born Killers, The People vs. Larry Flynt, la adaptación cinematográfica de Una mirada a la oscuridad, el drama Three Billboards Outside Ebbing, Missouri, en la aclamada serie True Detective y como Cletus Kasady / Carnage en la película Venom: Let There Be Carnage, donde comparte reparto con Tom Hardy.
Harrelson ha sido nominado en tres ocasiones al premio Óscar, la primera en la categoría de Mejor actor por The People vs. Larry Flynt y en dos ocasiones como mejor actor de reparto por The Messengers y en Three Billboards Outside Ebbing, Missouri, perdiendo en esta última contra su compañero de reparto Sam Rockwell.
Durante los años 1990, Harrelson comenzó como activista a favor de la legalización de la marihuana y el cáñamo en los Estados Unidos. También ha luchado por la protección de las secuoyas de la costa del Pacífico. Además es pacifista y ha formado parte de diversas protestas en contra de la invasión de Irak de 2003.

## Biografía

### Infancia
Woodrow Tracy Harrelson nació en Midland (Texas) el 23 de julio de 1961, hijo de la secretaria Diane (de soltera Oswald) y del sicario convicto Charles Voyde Harrelson. Se crio en un hogar presbiteriano junto a sus dos hermanos, Jordan y Brett, el último de los cuales también se convirtió en actor. Su padre recibió cadena perpetua por el asesinato en 1979 del juez federal John H. Wood Jr. Harrelson ha declarado que su padre rara vez estuvo presente durante su infancia. Charles murió en la Penitenciaría de los Estados Unidos, Centro Administrativo Máximo el 15 de marzo de 2007. La familia de Harrelson era pobre y dependía del salario de su madre. En 1973 se mudó a la ciudad natal de su madre, Lebanon (Ohio) donde asistió a la escuela secundaria de la cual se graduó en 1979. Pasó el verano de 1979 trabajando en el parque de diversiones Kings Island.
Harrelson asistió a Hanover College en Hanover (Indiana) donde se unió a la fraternidad Sigma Chi y recibió un BFA en teatro e inglés en 1983. Mientras estuvo allí se cruzó con el futuro vicepresidente Mike Pence. Dijo en 2018: "Conocía a [Pence], sí. Los dos éramos muy religiosos. Yo estaba en la universidad presbiteriana en ese momento, y estaba allí con una beca presbiteriana, y él estaba involucrado en las actividades de la iglesia. En realidad, estaba considerando ser un ministro y luego tomé un camino diferente... De hecho, me caía bien. Pensé que era un buen tipo. Es, ya sabes, muy religioso. Muy comprometido. bastante en ese estadio de béisbol ahora, no sé cómo nos llevaríamos, porque creo que todavía es bastante religioso y simplemente una marca completamente diferente de religioso. Ese tipo de fervor que realmente no quieres".

### Carrera

#### Televisión
Harrelson es ampliamente conocido por su trabajo en la comedia de situación de NBC Cheers. Interpretó al cantinero Woody Boyd quien reemplazó al entrenador (interpretado por Nicholas Colasanto, quien murió en febrero de 1985). Se unió al elenco en 1985 en la cuarta temporada y pasó las últimas ocho temporadas (1985-1993) en el programa. Por este papel fue nominado a cinco premios Emmy, ganando una vez en 1989. Su personaje, Woody Boyd, era de Hanover (Indiana) donde Harrelson asistió a la universidad. En 1999 actuó como estrella invitada en el éxito derivado de Cheers, Frasier, en la que repitió el papel de Woody Boyd. Fue nominado a un premio Emmy como actor invitado destacado en una serie de comedia por esta actuación. Apareció en varios episodios del 2001 de Will & Grace como el nuevo novio de Grace (Nathan).
En el episodio del 12 de noviembre de 2009 del programa The Colbert Report de Comedy Central, Stephen Colbert entrevistó a Harrelson para promocionar su película The Messenger. En respuesta al cuestionamiento de Colbert sobre su apoyo a las tropas, Harrelson accedió a dejar que Colbert se afeitara la cabeza ante la cámara. Harrelson regresó a la televisión en 2014 protagonizando junto con Matthew McConaughey la primera temporada de la serie policíaca de HBO True Detective donde interpretó a Marty Hart, un policía de Luisiana que investiga asesinatos que tuvieron lugar durante un período de 17 años.
El 6 de junio de 2010 participó jugando en Soccer Aid 2010 para UNICEF UK en Old Trafford en Mánchester. El partido fue transmitido en vivo por la televisión ITV del Reino Unido. Después de ser incorporado como sustituto de Gordon Ramsay, Harrelson ejecutó el penalti final en la tanda de penaltis, luego de un empate 2-2 después de 91,2 minutos. A pesar de que inicialmente no sabía exactamente desde dónde debía lanzar su patada, Harrelson anotó para ganar el juego para el equipo "El resto del mundo", venciendo a Inglaterra por primera vez desde que comenzó el torneo. Cuando fue entrevistado más tarde, afirmó que ni siquiera recordaba el momento del gol.
Harrelson también participó en Soccer Aid 2012, celebrado el 27 de mayo de 2012. El partido terminó 3-1 a favor de Inglaterra.

#### Películas
Mientras aún trabajaba en Cheers, Harrelson reinició su carrera cinematográfica. Su primera película había sido Wildcats, una comedia de fútbol de 1986 con Goldie Hawn. Siguió su actuación en Wildcats con la comedia romántica de 1990 Cool Blue junto a Hank Azaria. Se reunió con Wesley Snipes (quien también había debutado en Wildcats) en el éxito de taquilla White Men Can't Jump (1992) y la bomba de taquilla Asalto al tren del dinero (1995). En 1993 protagonizó junto a Robert Redford y Demi Moore el drama Indecent Proposal, que fue un éxito de taquilla, ganando un total mundial de más de 265 millones de dólares. Luego interpretó a Mickey Knox en Natural Born Killers de Oliver Stone y al Dr. Michael Raynolds en la película de Michael Cimino Sunchaser. Actuó junto a Kiefer Sutherland en The Cowboy Way (1994). En 1996 protagonizó la comedia Kingpin para los hermanos Farrelly.
La carrera de Harrelson cobró impulso cuando protagonizó la película de Miloš Forman The People vs. Larry Flynt en la que interpretó a Larry Flynt, editor de la revista Hustler. La película fue un éxito y la actuación de Harrelson fue nominada a un Globo de Oro y un Premio Oscar de la Academia al Mejor Actor. Después de eso, Harrelson fue elegido para papeles cinematográficos más serios. Protagonizó la película de guerra de 1997 Bienvenidos a Sarajevo y en 1997 tuvo un papel destacado como el sargento Schumann en Wag the Dog y como Will Huffman en la película familiar de 1997 Road to Manhattan. En 1998 protagonizó el thriller Palmetto e interpretó al sargento Keck en The Thin Red Line, una película de guerra nominada a siete premios Oscars de la Academia en 1999. Harrelson hizo otras películas como Hi-Lo Country e interpretó a Ray Pekurny en la comedia EDtv. También en 1999 apareció como el boxeador Vince Boudreau en la película de Ron Shelton Play It to the Bone. Harrelson no volvió a aparecer en películas hasta 2003 cuando coprotagonizó como Galaxia en la película de comedia Anger Management. Apareció en la película de acción After the Sunset y en la película de Spike Lee She Hate Me.
En 2005 estuvo en The Big White y North Country  También en 2005 apareció como Kelly Ryan, esposo de una mujer obsesionada con los concursos en la película The Prize Winner of Defiance, Ohio. Harrelson hizo dos películas en 2006, la versión cinematográfica animada de Free Jimmy y también A Scanner Darkly. En 2007 interpretó a Carter Page III, acompañante gay de mujeres privilegiadas de Washington D. C., en la película The Walker. En el thriller policíaco ganador de un Oscar de 2007 No Country for Old Men, Harrelson tuvo un papel clave como Carson Wells, un cazarrecompensas. La película ganó Mejor Película y Mejor Director para los hermanos Coen. Harrelson también ganó un Premio del Sindicato de Actores de la Pantalla al Mejor Reparto, junto con Tommy Lee Jones, Javier Bardem, Josh Brolin y Kelly Macdonald. En Battle in Seattle de 2007 interpretó otro papel clave de un oficial de policía de Seattle cuya esposa embarazada pierde a su bebé durante las protestas de la Organización Mundial del Comercio de 1999. En 2008 apareció en varias películas, entre ellas la comedia de baloncesto Semi-Pro de Will Ferrell y el drama de Will Smith Siete almas como un vendedor de carne vegano ciego llamado Ezra Turner.
En 2009, Harrelson recibió importantes elogios por su interpretación del Capitán Tony Stone en The Messenger. En lo que muchos críticos consideraron su mejor papel, Harrelson fue nominado a un Premio Satellite, un Premio Independent Spirit, un Globo de Oro, un Premio del Sindicato de Actores de la Pantalla y un Premio Oscar de la Academia al Mejor Actor de Reparto. Harrelson también ganó el premio al Mejor Actor de Reparto en las ceremonias de entrega de premios de la Junta Nacional de Revisión de 2009 y recibió elogios de varias sociedades de críticos. También ese mismo año coprotagonizó la comedia de terror Zombieland, seguida por 2012, donde interpretó a Charlie Frost, un hombre que advierte sobre el fin del mundo. En 2010 interpretó a un camarero y mentor en la película futurista de artes marciales del oeste Bunraku. En 2011 interpretó a Tommy en la película Friends with Benefits. Harrelson dirigió la película Ethos de 2011 que explora la idea de una sociedad moderna que se autodestruye, gobernada por un poder desigual e ideales democráticos fallidos. Interpretó a Haymitch Abernathy en Los juegos del hambre de 2012 y repitió el papel en las tres películas posteriores de la serie. En 2012 tuvo un papel protagónico en Game Change como el estratega republicano Steve Schmidt. El 3 de febrero de 2012 participó en una sesión de "Ask Me Anything" en el sitio web Reddit. La AMA se convirtió en un desastre de relaciones públicas cuando Harrelson no pudo dar respuestas significativas a ninguna pregunta y pronto se negó específicamente a responder a cualquier cosa que no estuviera directamente relacionada con el próximo lanzamiento mundial de la película Rampart en la que protagonizó.
En 2015, Woody Harrelson y su hija Zoe protagonizaron un cortometraje de 7 minutos para el sencillo ''Song for Someone'' de U2. En 2016 Harrelson anunció que dirigiría, escribiría, produciría y protagonizaría una película, Lost in London, que se filmó en una sola toma y se estrenó en vivo el 19 de enero de 2017. Harrelson interpretó al jefe de policía Bill Willoughby en la película policial de comedia negra Three Billboards Outside Ebbing, Missouri estrenada en 2017, por la que recibió nominaciones para un Premio Oscar de la Academia al Mejor Actor de Reparto y un Premio del Sindicato de Actores de la Pantalla a la Actuación Destacada de un Actor Masculino en un Papel de Reparto. En 2017 interpretó al antagonista The Colonel en la película de ciencia ficción War for the Planet of the Apes. También ese año, protagonizó la comedia dramática The Glass Castle, una adaptación de las memorias de Jeannette Walls.
En 2018 interpretó a Tobias Beckett, un criminal y mentor en Han Solo: una historia de Star Wars de Lucasfilm. En 2018 apareció en un cameo al final de la película Venom interpretando a Cletus Kasady y repitió el papel como el principal antagonista, también expresando al simbionte Carnage que se une a Kasady, en la secuela de 2021 Venom: Let There Be Carnage. En el 2019 protagonizó junto a Kevin Costner The Highwaymen. En noviembre de 2019 protagonizó la exitosa película de Roland Emmerich Midway interpretando con notable credibilidad al almirante Chester W. Nimitz. El mismo año repitió su papel de Tallahassee en Zombieland: Double Tap.
En marzo de 2021 interpretará a Felix Kersten en El hombre de las manos milagrosas, la adaptación cinematográfica de la novela homónima de Joseph Kessel de 1960.

#### Teatro
En 1999, Harrelson dirigió su propia obra, Farthest from the Sun, en el Theatre de la Jeune Lune en Mineápolis. Siguió luego en la reposición de Broadway de Roundabout de la obra de N. Richard Nash The Rainmaker en 2000, The Late Henry Moss de Sam Shepard en 2001, On an Average Day de John Kolvenbach junto a Kyle MacLachlan en el West End de Londres en el otoño de 2002, y en el verano de 2003, Harrelson dirigió el estreno en Toronto de This is Our Youth de Kenneth Lonergan en el Berkley Street Theatre.
En el invierno de 2005-06 regresó al West End de Londres, protagonizando Night of the Iguana de Tennessee Williams en el Lyric Theatre. Harrelson dirigió Bullet for Adolf (una obra que escribió con Frankie Hyman) en el estimado Hart House Theatre en Toronto (Ontario), que se presentó del 21 de abril al 7 de mayo de 2011. Bullet for Adolf abrió Off-Broadway (New World Stages) con avances comenzando el 19 de julio de 2012 y cerró el 30 de septiembre de 2012, cancelando su extensión anunciada hasta el 21 de octubre. La obra fue criticada por los críticos de Nueva York.

## Vida privada

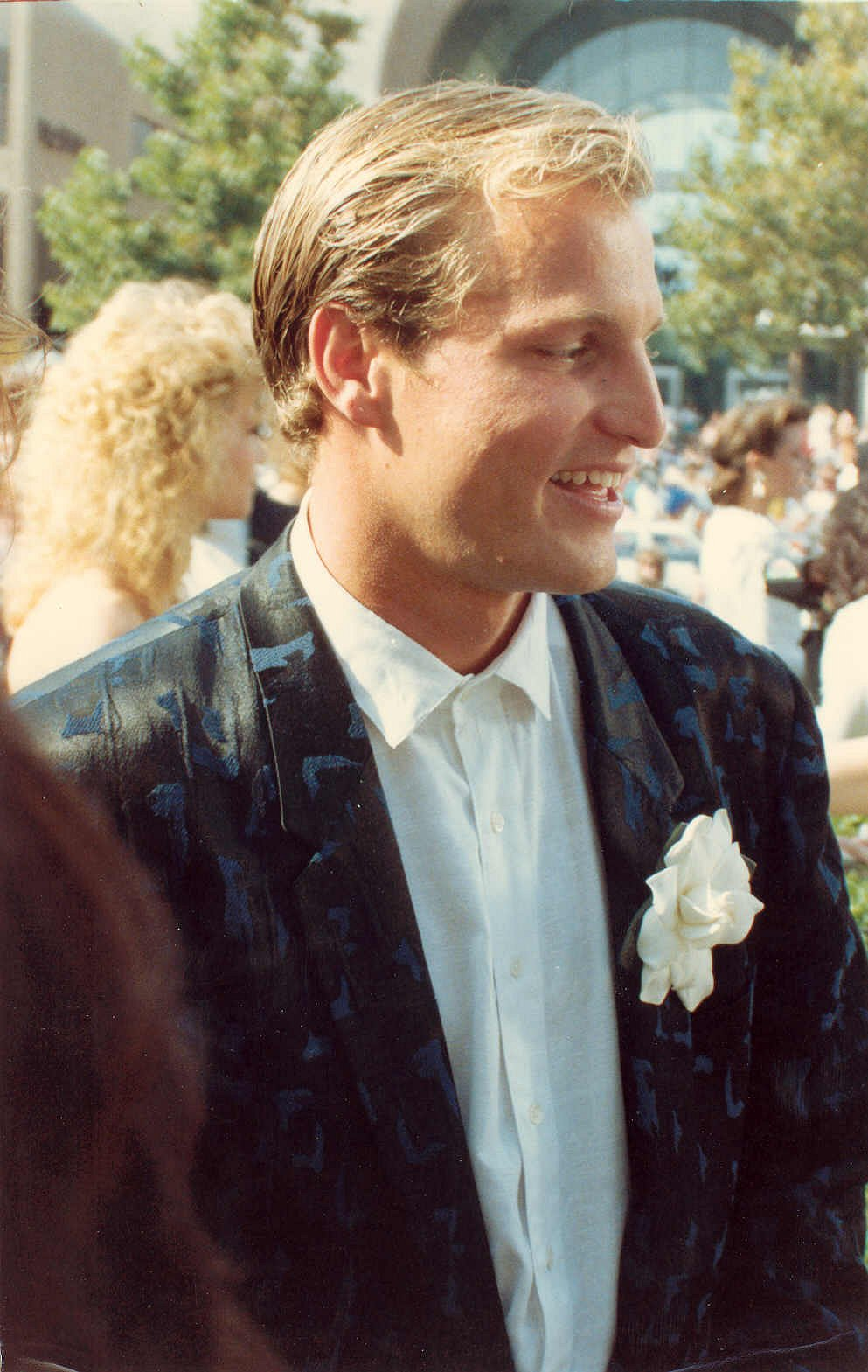
Woody Harrelson en el 40° aniversario de los Premios Emmy, el 28 de agosto de 1988.

Woody Harrelson se casó en 1985 con Nancy Simon, hija del dramaturgo Neil Simon, en Tijuana. Ambos intentaron divorciarse el día siguiente pero la sala estaba cerrada y permanecieron casados durante diez meses.
En diciembre de 2008 se casó con Laura Louie, su asistente y co fundadora de Yoganics, un servicio de distribución de comida orgánica. Son pareja desde 1990 y tienen tres hijos juntos: Deni Montana (5 de marzo de 1993), Zoe Giordano (22 de septiembre de 1996) y Makani Ravello (3 de junio de 2006).
Harrelson recibió un Doctorado honorario en Humanidades (DHL) de Hanover College en 2014.
Harrelson es fanático del ajedrez. En noviembre de 2018 asistió a la primera partida del Campeonato del mundo de ajedrez en Londres, disputada entre el campeón noruego Magnus Carlsen y el contendiente estadounidense Fabiano Caruana. Hizo el primer movimiento ceremonial del juego. También había jugado el primer movimiento ceremonial para el Campeonato del mundo de Ajedrez anterior celebrado en Nueva York en 2016. En 1999 en Praga, Woody Harrelson, jugando con blancas, empleó el Parham Attack, llamado así por Bernard Parham, para hacer tablas con el campeón mundial de ajedrez Garri Kaspárov. Sin embargo, Harrelson fue ayudado por varios grandes maestros de ajedrez que estaban en Praga para presenciar la partida de ajedrez entre el GM Alexéi Shírov y la GM Judit Polgár. 
En 2020 se vio a Harrelson practicando jiu-jitsu brasileño mientras filmaba, habiendo recibido la primera raya en su cinturón blanco.
Harrelson es fanático de los Cincinnati Bengals.

### Asuntos legales
En octubre de 1982 con 21 años de edad fue arrestado y acusado en Columbus (Ohio) de perturbar el orden público (supuestamente bailó en medio de una calle muy transitada e intentó evadir a un oficial de policía). Luego evitó ir a la cárcel pagando una multa.
En 2002 fue detenido en Londres tras un incidente en un taxi que terminó en una persecución policial. Harrelson fue llevado a una comisaría de Londres y luego puesto en libertad bajo fianza. El caso fue desestimado después de que Harrelson le pagara al taxista involucrado en el incidente £550 ($844). Esto se convirtió en la inspiración para su película Lost in London que se transmitió en vivo en 2017.
En 2008 el fotógrafo de TMZ, Josh Levine, presentó una demanda contra Harrelson por un presunto ataque fuera de un club nocturno de Hollywood en 2006. Un video del incidente parecía mostrar a Harrelson agarrando una cámara y chocando con el fotógrafo. Los fiscales de Los Ángeles se negaron a presentar cargos contra el actor, pero Levine presentó una demanda ese verano pidiendo 2,5 millones de dólares por daños y perjuicios. El caso fue sobreseído en abril de 2010.

## Activismo

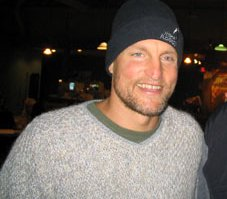
Woody Harrelson ha participado en numerosas acciones de protesta.

Harrelson es abiertamente partidario de la legalización de la marihuana y el cáñamo en los Estados Unidos. El 1 de junio de 1996 fue arrestado en Kentucky tras plantar de forma simbólica cuatro semillas de cáñamo, su intención era la de mostrar como la ley no distingue entre el cáñamo industrial y la marihuana. Harrelson ganó el caso.
También es activista del movimiento ecologista, habiendo llegado a escalar el puente Golden Gate de San Francisco para desplegar una pancarta que decía: "Hurwitz, ¿No son las viejas secuoyas más preciosas que el oro?" en referencia a Charles Hurwitz, CEO de Maxxam Inc, que una vez dijo: "Quien tiene el oro, manda". Practica el crudiveganismo, una variante del veganismo basada en alimentos cuya procedencia no es animal, en la que la comida no se cocina para así conservar todas las propiedades que se pierden en este proceso. También ha denunciado los experimentos de la industria cosmética con animales.
Ha viajado a través de la costa oeste de Estados Unidos, desde Seattle hasta Santa Bárbara, en un vehículo propulsado por biodiésel procedente del cáñamo, esta experiencia sirvió para la grabación de la película documental Go Further. También ha sido el narrador principal del documental Grass de 1999, que analiza la relación de la marihuana con el gobierno estadounidense durante el siglo XX.
Fue dueño durante poco tiempo de un bar de oxígeno en West Hollywood, California, llamado "O2". Es pacifista y a menudo ha intervenido en distintas charlas en contra de la invasión de Irak de 2003.

## Filmografía parcial
- Last Breath (2025)[42]
- Fly Me to the Moon (2024)[43]
- White House Plumbers (2023)
- Champions (2023)[44]
- Triangle of Sadness (2022)
- Kate (2021)
- Venom: Let There Be Carnage (2021)
- Kiss the Ground (2020)
- Emboscada final (2019)[45]
- Midway (2019)[46]
- Zombieland: Double Tap (2019)[47]
- Venom (2018) (Cameo)
- Han Solo: una historia de Star Wars (2018)
- Shock and Awe (2017)
- Three Billboards Outside Ebbing, Missouri (2017)
- War for the Planet of the Apes (2017)
- Wilson (2017)
- The Edge of Seventeen (2016)
- LBJ (2016)
- Now You See Me 2 (2016)
- The Duel (2016)
- Triple Nine (2016)
- Los juegos del hambre: sinsajo - Parte 2 (2015)
- Los juegos del hambre: sinsajo - Parte 1 (2014)
- Out of the furnace (2014)
- True Detective (2014)
- September Morn (2013)
- Now You See Me (2013)
- Los juegos del hambre: en llamas (2013)
- Los juegos del hambre (2012)
- Siete psicópatas (2012)
- Game Change (2012)
- Rampart (2011)
- Friends with Benefits (2011)
- Bunraku (2010)
- 2012 (2009)
- Zombieland (2009)
- Managament (2009)
- Defendor (2009)
- The Messenger  (2009)
- Siete almas (2008)
- Battle in Seattle (2008)
- Semi-Pro (2008)
- Transsiberian (2008)
- No Country for Old Men (2007)
- Nanking (2007)
- Una mirada en la oscuridad (2006)
- A Prairie Home Companion (2006)
- The Prize Winner of Defiance, Ohio (2005)
- The Big White (2005)
- North Country (2005)
- After the Sunset (2004)
- She Hate Me (2004)
- Anger Management (2003)
- Esto no es un atraco (2003)
- American Saint (2001)
- Jugando a tope (1999)
- EDtv (1999)
- Hi-Lo Country (1998)
- La delgada línea roja (1998)
- Seducción letal (1998)
- La cortina de humo (1997)
- Bienvenidos a Sarajevo (1997)
- The People vs. Larry Flynt (1996)
- Vaya par de idiotas (1996)
- Sunchaser (1996)
- Asalto al tren del dinero (1995)
- Natural Born Killers (1994)
- Vaqueros de Nueva York (1994)
- Aprendiendo a vivir (1994)
- Indecent Proposal (1993)
- White Men Can't Jump (1992)
- Doc Hollywood (1991)
- Ted y Venus (1991)
- Ocho hombres fuera (1988)
- Bay Coven (1987)
- Wildcats (1986)

## Premios y nominaciones

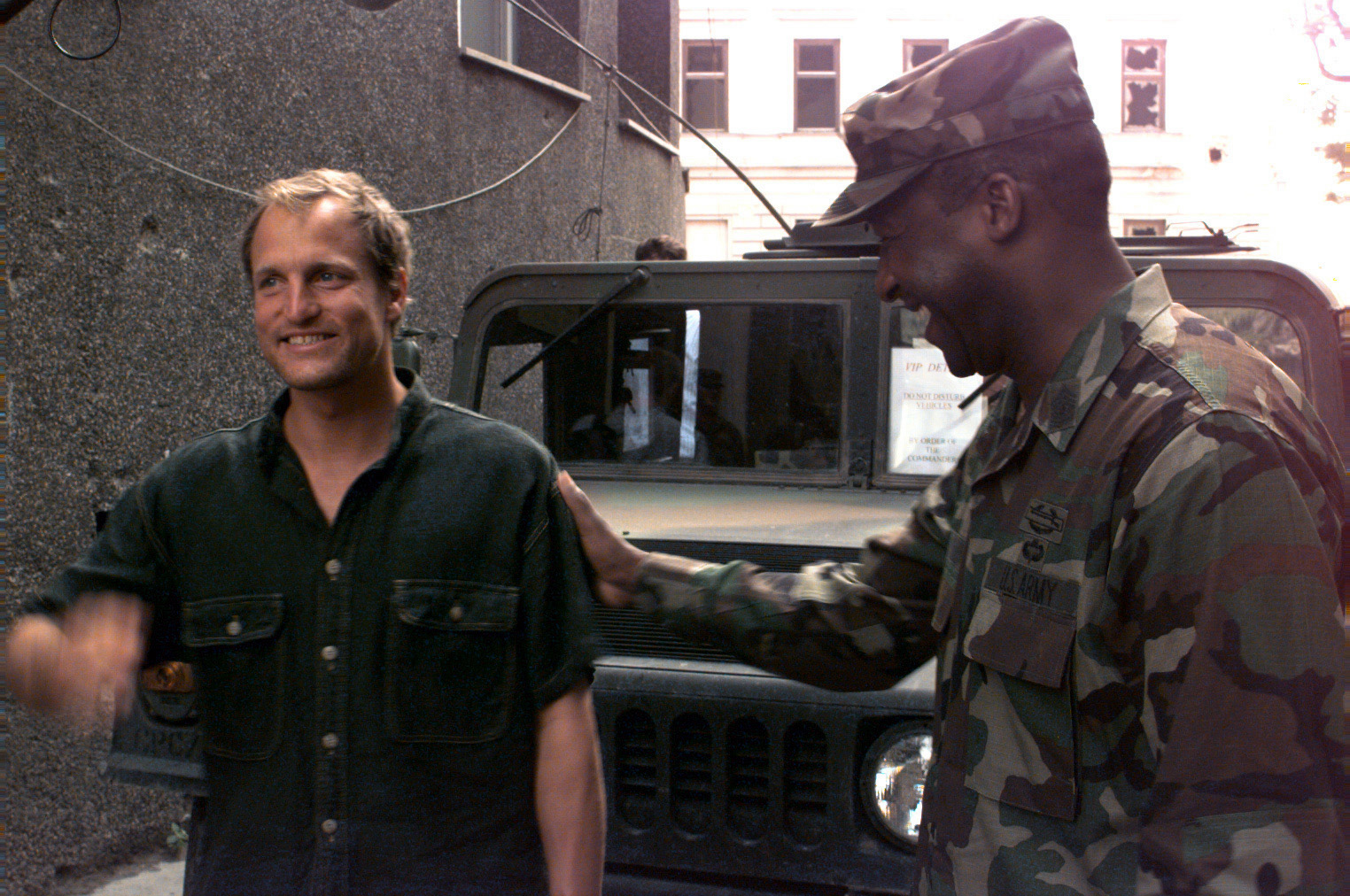
Woody Harrelson con el sargento mayor del ejército de los Estados Unidos, Gene McKinney, el 26 de junio de 1996.

Premios Óscar
| Año  | Categoría              | Película                                  | Resultado |
| ---- | ---------------------- | ----------------------------------------- | --------- |
| 1997 | Mejor Actor            | The People vs. Larry Flynt                | Nominado  |
| 2010 | Mejor Actor de Reparto | The Messenger                             | Nominado  |
| 2018 | Mejor Actor de Reparto | Three Billboards Outside Ebbing, Missouri | Nominado  |

Globos de Oro
| Año  | Categoría                           | Película                   | Resultado |
| ---- | ----------------------------------- | -------------------------- | --------- |
| 2014 | Mejor actor - miniserie o telefilme | True Detective             | Nominado  |
| 2009 | Mejor Actor de Reparto              | The Messenger              | Nominado  |
| 1996 | Mejor Actor - Drama                 | The People vs. Larry Flynt | Nominado  |

Premios del Sindicato de Actores
| Año  | Categoría              | Película                                  | Resultado |
| ---- | ---------------------- | ----------------------------------------- | --------- |
| 2018 | Mejor Actor de Reparto | Three Billboards Outside Ebbing, Missouri | Nominado  |
| 2010 | Mejor Actor de Reparto | The Messenger                             | Nominado  |
| 2008 | Mejor Reparto          | No Country for Old Men                    | Ganador   |
| 1997 | Mejor Actor            | The People vs. Larry Flynt                | Nominado  |

### Premios Emmy
| Año  | Categoría                                 | Serie o telfilm | Resultado |
| ---- | ----------------------------------------- | --------------- | --------- |
| 2014 | Mejor actor en Serie Dramática            | True Detective  | Nominado  |
| 2012 | Mejor actor - Miniserie o telefilme       | Game Change     | Nominado  |
| 1999 | Mejor actor invitado - Serie de comedia   | Frasier         | Nominado  |
| 1991 | Mejor actor de reparto - Serie de comedia | Cheers          | Nominado  |
| 1990 | Mejor actor de reparto - Serie de comedia | Cheers          |           |
| 1989 | Mejor actor de reparto - Serie de comedia | Cheers          | Ganador   |
| 1988 | Mejor actor de reparto - Serie de comedia | Cheers          | Nominado  |
| 1987 | Mejor actor de reparto - Serie de comedia | Cheers          |           |